# 哈斯贝根
哈斯贝根（德語：Hasbergen，發音：[ˈhasˌbɛʁɡn̩]）是德国下萨克森州奥斯纳布吕克县的市镇，面积21.72平方千米，2023年12月31日人口为11,018人。